# (5194) Böttger
(5194) Bottger, désignation internationale (5194) Böttger, est un astéroïde de la ceinture principale.

## Description
(5194) Bottger est un astéroïde de la ceinture principale. Il fut découvert le 24 septembre 1960 à l'Observatoire Palomar par Cornelis Johannes van Houten, Ingrid van Houten-Groeneveld et Tom Gehrels. Il présente une orbite caractérisée par un demi-grand axe de 2,71 UA, une excentricité de 0,05 et une inclinaison de 4,3° par rapport à l'écliptique.

## Compléments